# زیردریایی یو-۴۳۱
زیردریایی یو-۴۳۱ (به انگلیسی: German submarine U-431) یک زیردریایی است که طول آن ۶۷٫۱ متر (۲۲۰ فوت ۲ اینچ) می‌باشد. این زیردریایی در سال ۱۹۴۱ ساخته شد.